# The Vice of Fools
The Vice of Fools er en amerikansk stumfilm fra 1920 af Edward H. Griffith.

## Medvirkende
- Alice Joyce som Marion Rogers
- Ellen Burford som Diana Spaulding
- Robert Gordon som Cameron West
- Raymond Bloomer som Granville Wingate
- William H. Tooker som Stewart Rogers
- Elizabeth Garrison som Mrs. Rogers
- Agnes Everett som  Mrs. Spaulding